# Placar
Revista Placar ("Marcar" en portugués) es una revista brasileña de deportes que circula mensualmente. Su primera edición se publicó el 20 de marzo de 1970, y desde entonces se ha convertido en la publicación deportiva más exitosa en Brasil, a pesar de centrarse totalmente en el fútbol. Es publicada por el Grupo Abril.

## Historia
Al principio, la revista fue un éxito de ventas, vendiendo más de 100.000 ejemplares a la semana durante la Copa Mundial de Fútbol de 1970. Pero al final de la competición, las ventas habían bajado a un promedio de 40.000 copias. Luego, para aumentar la popularidad de la revista, se introdujo en 1972, a partir del número 131 un folleto en papel de prensa que contenían "tablas informativas, junto con resultados y hojas de datos del fútbol brasileño en general". En las notas, llegaba la noticia mejor redactada, con artículos especiales los fines de semana, mientras que los temas centrales de la revista aparecerían en una menor temática. La línea se prolongó hasta finales de 1974.

## Bola de Prata
La Bola de Prata es un premio anual otorgado por la revista Placar al Campeonato Brasileño para los mejores jugadores en cada posición. Cada jugador recibe una calificación después de cada partido que juegan. Los jugadores con más alto promedio de cada posición, se les atribuye la Bola de Prata. El jugador con mayor valoración media global se le concede la Bola de Oro.

## Dream Team
Cada 12 años (1982, 1994 y 2006), los periodistas de la revista Placar y exjugadores votan por los mejores jugadores de la historia de cada posición del terreno de juego y de cada uno de los grandes clubes brasileños.

## Bota de Oro
La Bota de Oro es un galardón que se otorga a los más altos goleadores en Brasil cada temporada desde el año 2000. El premio depende de un sistema ponderado de puntos, con goles marcados en determinadas competiciones. De esta manera, un gol en el Campeonato Brasileño otorga más puntos que un gol marcado en algunos de los campeonatos estatales.

## Logotipos

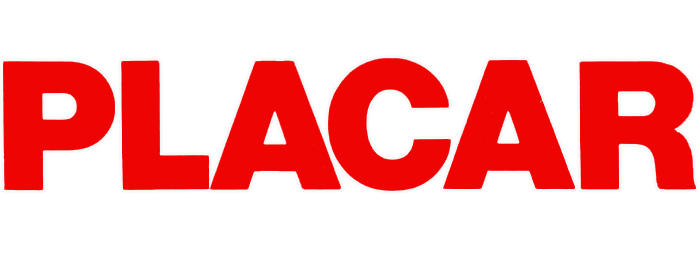
Período: de septiembre, 1984 a enero, 1986. Creador: Editora Abril.
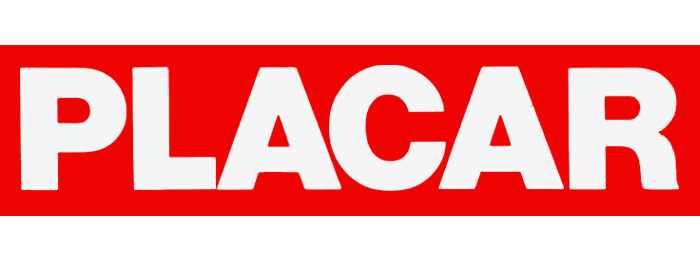
Período: de enero, 1986 a diciembre, 1986; septiembre, 1987 a agosto, 1988. Creador: Editora Abril.
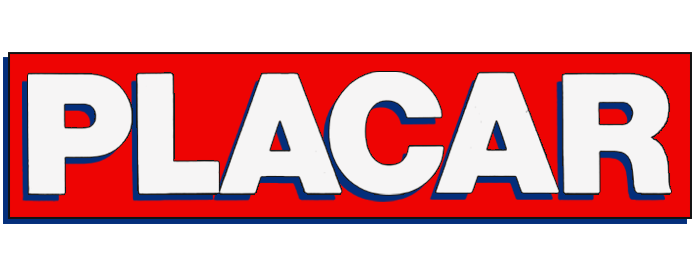
Período: de enero, 1987 a septiembre, 1987. Creador: Editora Abril.
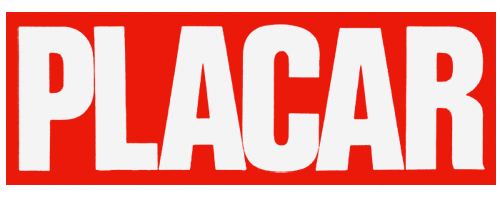
Período: de abril, 1995 a abril, 1999; abril, 2001 a diciembre, 2005. Creador: Roger Black
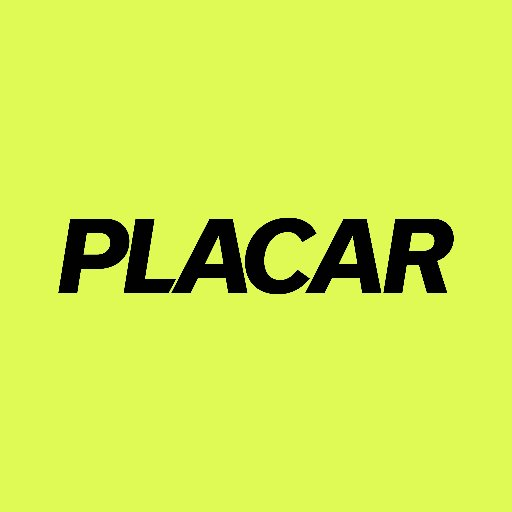
Período: desde febrero de 2017. Creador: Danilo Braga (Editora Abril)

- Nota: de enero, 2006 a enero de 2017. Creador: Rodrigo Maroja (intervención sobre la obra de Roger Black).